# Wayne Kelly
Wayne Kelly (* 19. November 1948; † 1. Februar 2012 in Garden City) war ein US-amerikanischer Boxer und Box-Ringrichter.

## Leben
Wayne Kelly kämpfte im Vietnam-Krieg als Lieutenant der United States Army Rangers in der 5th Special Forces Group. Er wurde angeschossen und für seinen Einsatz mit dem Purple Heart ausgezeichnet. Jahre später litt er unter einer Posttraumatischen Belastungsstörung (PTBS) und besuchte das Land 2000 wieder, um sein Trauma zu überwinden. Nach seiner Rückkehr aus dem Krieg und der Heilung seiner Verletzung studierte er an der Hofstra University Psychologie. Bereits in der Army hatte er schon als Amateurboxer gekämpft. In den 1970ern wurde er Profi und kämpfte im Halbschwergewicht. Dabei erkämpfte einen Rekord von 4-3. Seinen letzten Profikampf bestritt er am 29. Juni 1979 gegen Alvin Bracy.
Nach dem Ende seiner professionellen Boxkarriere begann er als Ringrichter zu arbeiten. Jahrelang leitete er Amateurkämpfe, schaffte es aber nicht als Profi anerkannt zu werden. Dies änderte sich erst 1988 als sein Freund Randy Gordon Leiter der New York State Athletic Commission wurde. Kelly leitete anschließend mehr als 20 Weltmeisterschaftskämpfe, unter anderem drei Titelverteidigungen von Wladimir Klitschko (gegen Chris Byrd, Calvin Brock und Sultan Ibragimov). Seinen letzten Profikampf leitete er im Oktober 2010 für die IBF.
1993 leitete er einen Kampf von Riddick Bowe gegen Ray Mercer. Dabei soll es zu Drohungen und Bestechungsversuchen von Mercer gegen Bowe gekommen sein. Mercer, der gegen den Außenseiter Bowe nach Punkten verloren hatte, musste sich vor Gericht verantworten. Kelly wurde als Zeuge gehört und letztlich wurde Mercer freigesprochen.
Einer seiner schwierigsten Kämpfe war Andrzej Gołota gegen Riddick Bowe im Madison Square Garden im Juli 1996. Er disqualifizierte Golota in der siebten Runde, nachdem dieser seinem Gegner  mehrere Tiefschläge verpasst hatte. Der Kampf endete in einer Massenschlägerei.
Nach dem Ende seiner Karriere als Schiedsrichter wurde er Berater und Fitnesstrainer für ältere Menschen in Hempstead. Kelly verstarb am 1. Februar 2012 im Alter von 63 Jahren an den Folgen eines Herzinfarktes.